# Klaus Wennemann
Klaus Wennemann (* 18. Dezember 1940 in Oer-Erkenschwick, Westfalen; † 7. Januar 2000 in Bad Aibling, Bayern) war ein deutscher Schauspieler.

## Leben
Der Sohn eines Bergmanns aus dem Ruhrgebiet machte nach dem Besuch der Handelsschule eine kaufmännische Lehre und nahm privaten Schauspielunterricht, bis er zum Wehrdienst einberufen wurde. Von 1964 bis 1966 absolvierte er eine Schauspielausbildung an der Essener Folkwanghochschule. Sein Bühnendebüt gab er 1965 am Grenzlandtheater Aachen in der Rolle des Lee Harvey Oswald in der Uraufführung des Stückes Dallas, 22. November. Ein erstes Engagement führte ihn 1966 ans Stadttheater Landshut, wo er bis 1969 Ensemblemitglied war. Für seine darstellerische Leistung in Peter Weiss’ Marat wurde Wennemann 1968 mit dem Großen Hersfeld-Preis ausgezeichnet. Danach wechselte er ans Württembergische Staatstheater nach Stuttgart. Von 1972 bis 1980 wirkte er an den Städtischen Bühnen Frankfurt, wo er in Harold Pinters Der Hausmeister, Frank Wedekinds Frühlings Erwachen und Carl Sternheims Bürger Schippel zu sehen war. Gastspiele führten ihn auch ans Theater Aachen und die Städtischen Bühnen Bonn. 1979/80 stand er bei den Ruhrfestspielen in Recklinghausen auf der Bühne. Ab 1980 arbeitete der Schauspieler freischaffend.
Der Durchbruch als Filmschauspieler gelang Wennemann 1981 in Das Boot. In Wolfgang Petersens Verfilmung des Bestsellers von Lothar-Günther Buchheim war er als Leitender Ingenieur, kurz LI, die rechte Hand des Kommandanten. Mit Jürgen Prochnow hatte Wennemann bereits in Essen die Schauspielklasse besucht. Auf der Kinoleinwand war er außerdem in Alexander Kluges Die Macht der Gefühle (1983), unter der Regie von Carl Schenkel in dem Thriller Abwärts (1984) und als Hauptdarsteller mit Barbara Rudnik und Nena in der Komödie Der Unsichtbare (1987) von Ulf Miehe zu sehen. In der ersten Staffel der Bergarbeiter-Saga Rote Erde übernahm er 1983 den Part des Betriebsführers. Große Popularität erlangte Wennemann in der Rolle des Ermittlers Faber, den er von 1983 bis 1993 in 91 Folgen der Krimiserie Der Fahnder verkörperte, für die er 1989 mit dem Adolf-Grimme-Preis ausgezeichnet wurde. Als „eigenwilliger und unverwechselbarer Polizist völlig neuen Typs“ erreichte er dabei im Vorabendprogramm im Ersten Rekordeinschaltquoten. In den 1990er-Jahren spielte er als der patente Pfarrer Henning Schwarz die Titelrolle in der Sat.1-Serie Schwarz greift ein. Außerdem trat er unter anderem in Gastrollen in Hinter Gittern (nach Der Fahnder erneut an der Seite von Barbara Freier) und in Auf Achse an der Seite von Manfred Krug auf.
Klaus Wennemann war seit 1963 mit seiner Frau Hedi verheiratet und hatte mit ihr zwei Söhne. Er starb kurz nach seinem 59. Geburtstag an den Folgen eines Lungenkarzinoms. Bis zu seinem Tod lebte der Schauspieler in Herrsching am Ammersee. Seine Grabstätte befindet sich auf dem Waldfriedhof in Oer-Erkenschwick neben seinen Eltern.

## Filmografie (Auswahl)
| - 1981: Landluft - 1981: Das Boot - 1983: Die Macht der Gefühle - 1983: Rote Erde - 1984: Abwärts - 1983–1993: Der Fahnder (Fernsehserie) - 1986: Tatort – Freunde - 1987: Der Unsichtbare - 1987: Auf Achse – Reporter des Regenbogens - 1988: Liebling Kreuzberg – Rom und zurück - 1989: Schuldig (Fernsehfilm) - 1990: Neuner - 1992: Schuld war nur der Bossa Nova (Fernsehfilm) - 1992: Happy Holiday (Fernsehserie) - 1993: Vater braucht eine Frau (Fernsehserie) - 1994/1995: Schwarz greift ein (Fernsehserie) - 1995: Bruder ich brauche Dein Blut (TV) - 1995: Schwurgericht (Fernsehreihe) - 1997: Helden habens schwer - 1998/1999: Hinter Gittern – Der Frauenknast - 1999: Siska – Fünf Sekunden, höchstens sechs - 1999: Morgen gehört der Himmel dir (Fernsehfilm) - 1999: Küstenwache – Blinder Passagier - 1999: Medicopter 117 – Mission ohne Ausweg |

## Auszeichnungen
- 1968: Großer Hersfeld-Preis
- 1986: Goldener Gong für seine Darstellung in Der Fahnder
- 1989: Adolf-Grimme-Preis mit Bronze für Der Fahnder (stellvertretend für das Schauspielerteam, zusammen mit Georg Feil)